# Vibrador

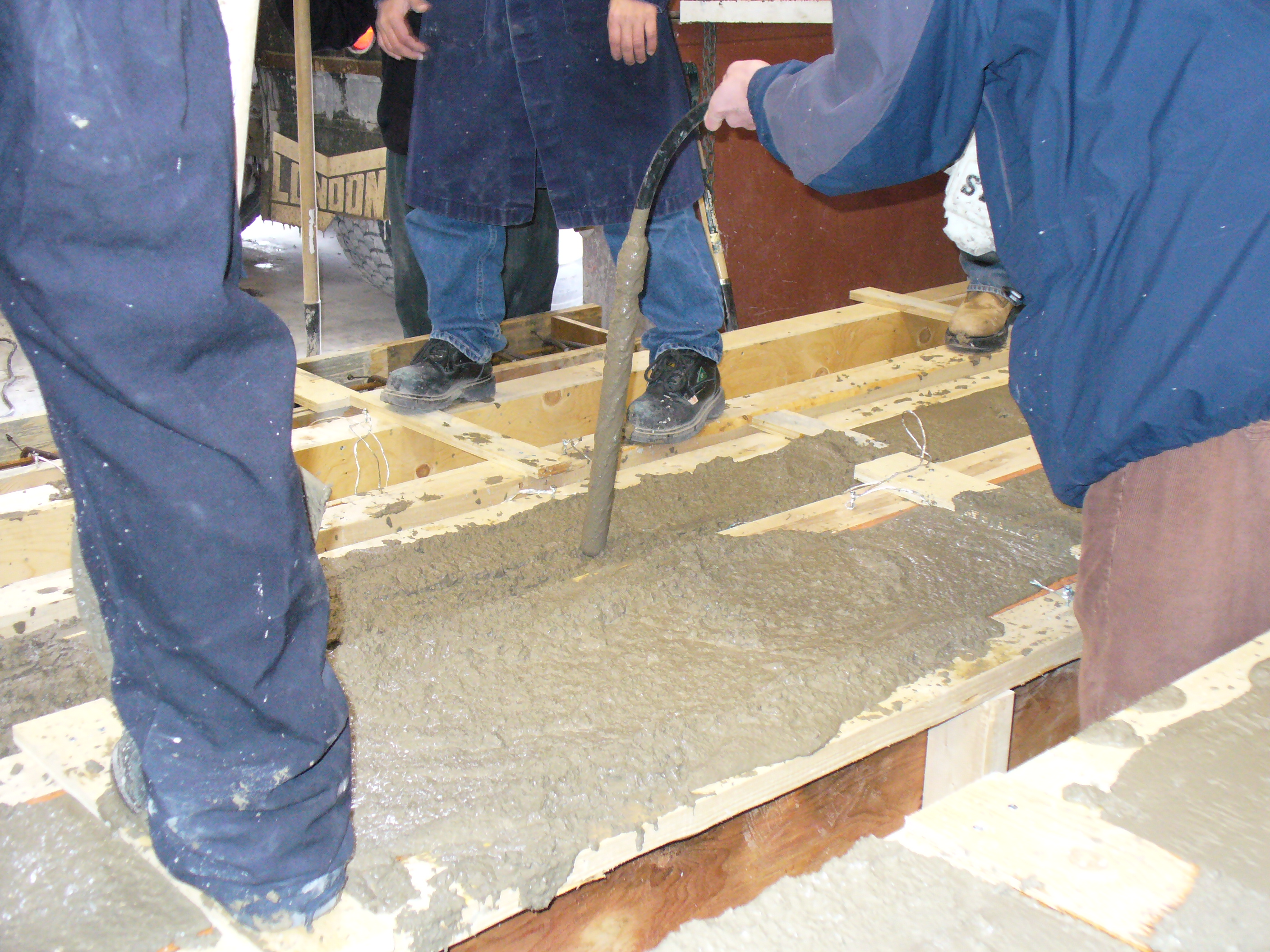
Um vibrador de concreto portátil consolidando concreto fresco em uma forma de madeira

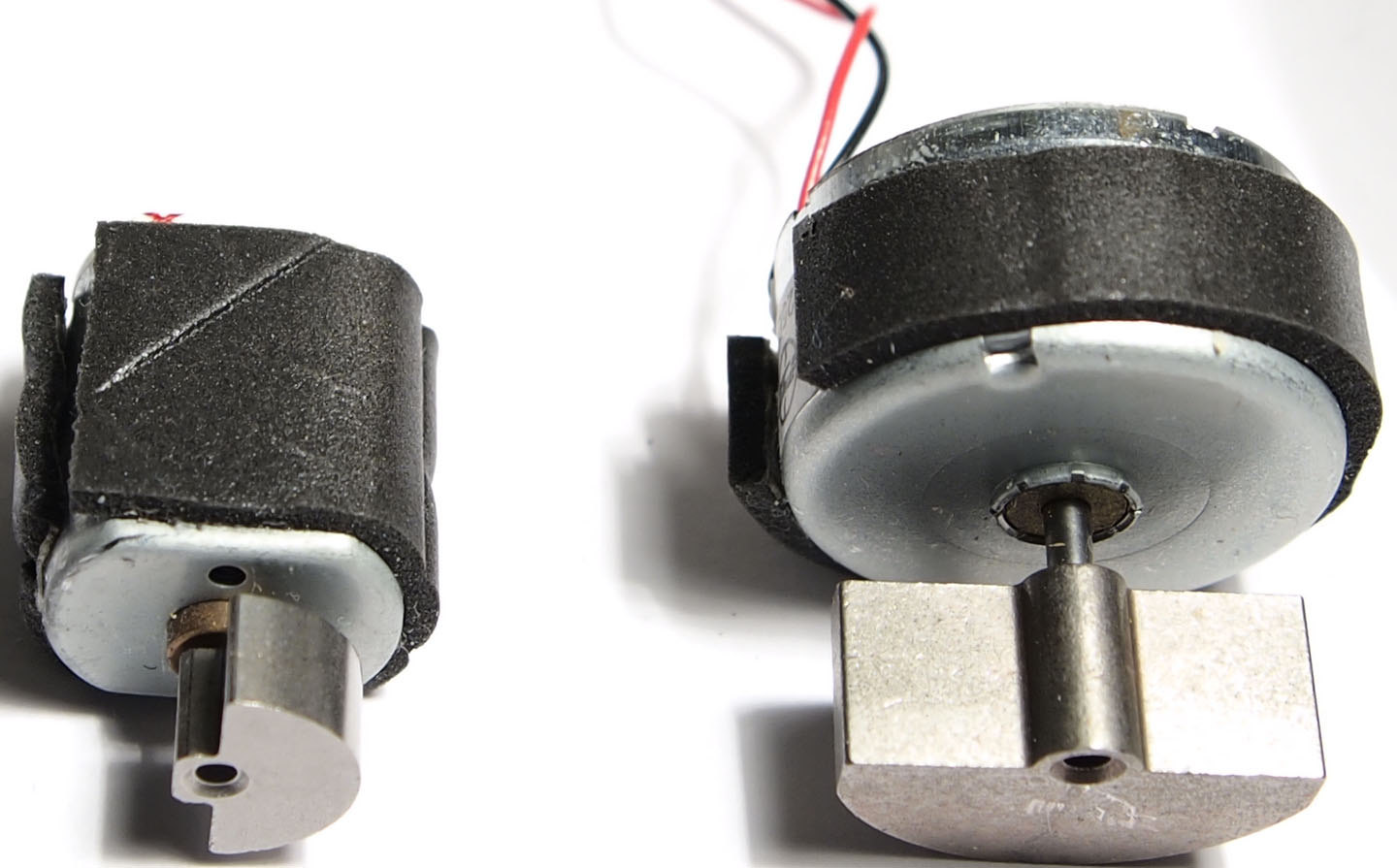
Tipo de motor que pode ser encontrado em controles DualShock

Um vibrador é um dispositivo mecânico com a finalidade de gerar vibração. A vibração é muitas vezes gerada por um motor elétrico com uma massa desequilibrada em seu eixo de transmissão.
Existem muitos tipos diferentes de vibradores. Normalmente, eles são componentes de produtos maiores, como smartphones, pagers, brinquedos sexuais e em controles de vídeo game como o Rumble Pak e DualShock

## Vibradores como componente
Quando os smartphones vibram, o alerta vibratório é produzido por um pequeno componente embutido. Muitas campainhas não eletrônicas contêm um componente que vibra com a finalidade de produzir um som. Máquinas de tatuagem e alguns tipos de ferramentas de gravação elétrica contêm um mecanismo que vibra uma agulha ou ferramenta de corte. Aeronaves stick shaker usam um mecanismo vibratório conectado aos manche de controle dos pilotos para fornecer um aviso tátil de um estol aerodinâmico iminente.

## Uso industrial
Os vibradores são usados em muitas aplicações industriais diferentes, tanto como componentes quanto como peças individuais de equipamentos.
Tigelas vibratórias, alimentadores vibratórios e tremonhas vibratórias são usados extensivamente nas indústrias alimentícia, farmacêutica e química para mover e posicionar material a granel ou pequenos componentes. A aplicação da vibração trabalha com a força da gravidade para poder mover os materiais de forma mais eficaz do que outros métodos. A vibração é frequentemente usada para posicionar pequenos componentes para que possam ser agarrados mecanicamente por equipamentos automatizados, conforme necessário para montagem, etc. 
Na fabricação de pré-moldados, como mourões, placas, peças de concreto em geral, pode-se também utilizar as mesas vibratórias e os vibradores de parede ou coluna. Na indústria no preparo de misturas, transporte de materiais, acionamento de peneiras. 
Na medicina, o vibrador auxilia na preparação de alguns medicamentos.